# Бастын-Тас
Бастын-Тас — скалистый остров в море Лаптевых, напротив северной оконечности острова Бельковский, в группе островов Анжу.
Административно входит в состав Республики Саха (Якутия).

## Карта
Лист карты S-53-А,Б о. Бельковский. Масштаб: 1 : 500 000. Издание 1986 г.